# Aleuroclava pyracanthae
Aleuroclava pyracanthae là một loài côn trùng cánh nửa trong họ Aleyrodidae, phân họ Aleyrodinae.
Aleuroclava pyracanthae được Takahashi miêu tả khoa học đầu tiên năm 1933.